# Брястово (Сливенская область)
Брястово (болг. Брястово) — село в Болгарии. Находится в Сливенской области, входит в общину Нова-Загора. Население составляет 320 человек.

## Политическая ситуация
В местном кметстве Брястово, в состав которого входит Брястово, должность кмета (старосты) исполняет Красимир Славов Славов (Граждане за европейское развитие Болгарии (ГЕРБ)) по результатам выборов.
Кмет (мэр) общины Нова-Загора — Николай Георгиев Грозев (Граждане за европейское развитие Болгарии (ГЕРБ)) по результатам выборов в правление общины.